# Schlappschuss
Schlappschuss (im Original: Slap Shot) ist eine US-amerikanische Filmkomödie aus dem Jahr 1977 mit Paul Newman und Michael Ontkean in den Hauptrollen. Regie führte George Roy Hill, das Drehbuch stammt von Nancy Dowd und basiert zum großen Teil auf den Erlebnissen ihres Bruders Ned Dowd, der in den 1970er Jahren in einer unterklassigen Liga in den USA Eishockey spielte. Der Film persifliert Gewalt im Eishockey zu dieser Zeit bzw. die Tatsache, wie damit das Geschäft angekurbelt wurde.

## Handlung
Der Film dreht sich um das fiktive Eishockey-Team der „Charlestown Chiefs“, das seine Heimspiele in der unterklassigen „Federal League“ in der „War Memorial Arena“ austrägt. Das chronisch erfolglose Team steht wegen der Pleite des größten örtlichen Arbeitgebers vor dem finanziellen Ruin und soll zum Ende der Saison aufgelöst werden. In dieser Saison stoßen jedoch die Hanson-Brüder, drei langhaarige, bebrillte Einfaltspinsel, die ebenso infantil wie gewalttätig sind, zur Mannschaft. Reggie Dunlop, der schon recht betagte Spielertrainer, weigert sich zunächst, sie spielen zu lassen. Als jedoch der Erfolg ausbleibt, lässt er sie schließlich doch aufs Eis, wo sie sofort mit ihren mörderischen Checks und wüsten Prügeleien die Gegner einschüchtern und so die Herzen der Fans gewinnen.
Dunlop erkennt, wie erfolgversprechend dieses Konzept ist, und schwört das ganze Team darauf ein. Die meisten Spieler, darunter Dave „Killer“ Carlson, folgen ihm, nur der talentierte Stürmer Ned Braden entscheidet sich dafür, weiter sauberes Eishockey zu spielen.
Das Team hat mit der neuen Taktik großen Erfolg und erreicht schließlich das Finale gegen das Team aus Syracuse. Vor diesem Spiel erfährt die Mannschaft jedoch, dass das Team trotz des unerwarteten Erfolgs unwiderruflich aufgelöst wird. In einem Anflug von Pathos gelobt sie deshalb, in diesem letzten Spiel vorbildlich fair zu spielen. Sie wird deshalb im ersten Drittel des Spiels vom gegnerischen Team, das für dieses Spiel extra die übelsten Eishockey-Brutalos aller Zeiten in seinen Reihen versammelt hat, erbarmungslos verdroschen. Als die Chiefs in der Drittelpause jedoch erfahren, dass Spielervermittler auf der Tribüne sitzen und möglicherweise neue Verträge winken, ändern sie schlagartig ihre Einstellung und liefern sich – zur Erleichterung ihrer Fans – eine gigantische Massenprügelei, an der sich nur Ned Braden nicht beteiligt. Dieser beendet schließlich das unwürdige Spektakel, indem er auf dem Eis einen Striptease hinlegt. Der Kapitän von Syracuse regt sich über diese „perverse“ Darbietung so sehr auf, dass er am Ende auf den Schiedsrichter losgeht. Dieser bricht daraufhin das Spiel ab, und die Chiefs sind die Champions.

## Hintergrund

### Besetzung
Der Film wurde in Johnstown, Pennsylvania, gedreht unter Beteiligung einiger Spieler der dort beheimateten Johnstown Jets, die in der damaligen North American Hockey League spielten. Viele Szenen spielen in der Cambria County War Memorial Arena, der damaligen Spielstätte der Jets. Einer der Spieler der Jets war Ned Dowd (der damals seine aktive Laufbahn jedoch schon beendet hatte), der im Film den Syracuse-Goon „Ogie Ogilthorpe“ darstellt und mit Schlappschuss seine Karriere als Schauspieler und Filmproduzent startete.
Die Hanson-Brüder wurden ebenfalls von drei damaligen Spielern der Jets dargestellt, nämlich von den Brüdern Steve und Jeff Carlson sowie Dave Hanson. Es gab einen weiteren Bruder der Carlsons namens Jack; dieser war ursprünglich für die Rolle des dritten Hanson-Bruders vorgesehen, er wurde jedoch vor den Dreharbeiten vom höherklassigen Team der Minnesota Fighting Saints angefordert. Für ihn übernahm Dave Hanson, der ursprünglich für die Rolle des „Killer“ Carlson vorgesehen war, den Part und der nicht Eishockey spielende Schauspieler Jerry Houser mimte „Killer“ Carlson.
Die Hanson-Brüder, die zur Zeit der Dreharbeiten 19, 20 und 21 Jahre alt waren, genossen nach dem Film noch eine lange Karriere im professionellen Eishockey – Jeff spielte insgesamt elf Jahre in einer Eishockeyliga, Steve 14 Jahre (davon ein Jahr in der National Hockey League) und Dave zehn Jahre (davon ein halbes Jahr in der NHL). Wie im Film waren sie im wirklichen Leben für ihre Aggressivität bekannt. So kam Jeff Carlson in der Saison 1974/75 in 64 Spielen auf insgesamt 264 Strafminuten, Jack Carlson sammelte in der gleichen Saison 248 Strafminuten. Dave Hanson stellte im Januar 1976 gar einen Mannschaftsrekord auf, als er in einem Spiel 38 Minuten auf die Bank musste.
Des Weiteren übernahmen unter anderem Spieler wie Bruce Boudreau, Ted McCaskill, Connie Madigan, Jean Tétreault und Jean-Louis Levasseur kleinere Statistenrollen.

### Nachwirkungen
Der Film hatte eine bleibende Wirkung auf die Eishockey-Kultur. Die Trikots der „Chiefs“ aus dem Film werden bis heute von Fans getragen und die Darsteller der Hansons (Steve Carlson, Jeff Carlson und Dave Hanson) erfreuen sich anhaltender Popularität.
Als Reminiszenz an den Film wurde das in der ECHL spielende Team der Johnstown Chiefs nach den Chiefs im Film benannt und trägt seine Spiele in der War Memorial Arena, benannt nach der gleichnamigen Spielstätte im Film, aus.

### Auszeichnungen
Bei einer Liste der 100 besten Filme für Männer (The 100 Greatest Guy Movies Ever Made) des Männermagazins Maxim von August 1998 landete der Film auf Rang 1.

### Sonstiges
- Im Jahr 2002 wurde Schlappschuss 2 – Die Eisbrecher (Slap Shot 2: Breaking the Ice, nur auf Video/DVD) veröffentlicht, erhielt aber durchweg katastrophale Kritiken. Der Film konnte für die Hauptrollen Stephen Baldwin und Gary Busey gewinnen.
- Im Jahr 2008 wurde Schlappschuss 3: Die Junior Liga (Slap Shot 3: The Junior League, nur auf Video/DVD) veröffentlicht, in dem die Hanson-Brüder eine Eishockey-Jugendmannschaft aus dem lokalen Waisenheim trainieren. In einer Rolle ist Leslie Nielsen zu sehen.[1]
- Die kanadische Rockband No Means No nannte eines ihrer Nebenprojekte, bei dem u. a. auch Jello Biafra mitwirkte, The Hanson Brothers. Auch eine Hardcoreband aus Boston benannte sich nach dem Film, siehe Slapshot.
- In der ursprünglichen Filmfassung war die Melodie von Right Back Where We Started From von Maxine Nightingale zu hören. Diese wurde jedoch später durch eine ähnlich klingende Melodie ersetzt; Ursache waren möglicherweise urheberrechtliche Streitigkeiten.
- Der englische Originaltitel Slap Shot bedeutet im Eishockey Schlagschuss.
- Der Film wurde auch unter dem Titel Schlagschuss gesendet und enthält dort u. a. eine andere Synchronisation.[2] In dieser TV-Version ist die Melodie von Right Back Where We Started From enthalten.
- Der Spielertrainer fährt einen 1970er Pontiac GTO.